# Qianzhousaurus
Qianzhousaurus é uma género possível de fóssil de dinossauro da família Tyrannosauridae do Cretáceo Superior da China, há entre 72 a 66 milhões de anos. Sua espécie-tipo é denominada Qianzhousaurus sinensis. Seus restos fósseis foram encontrados na formação Nanxiong na província de Jiangxi. Ele pode ser um sinônimo júnior de Alioramus.

## História da descoberta

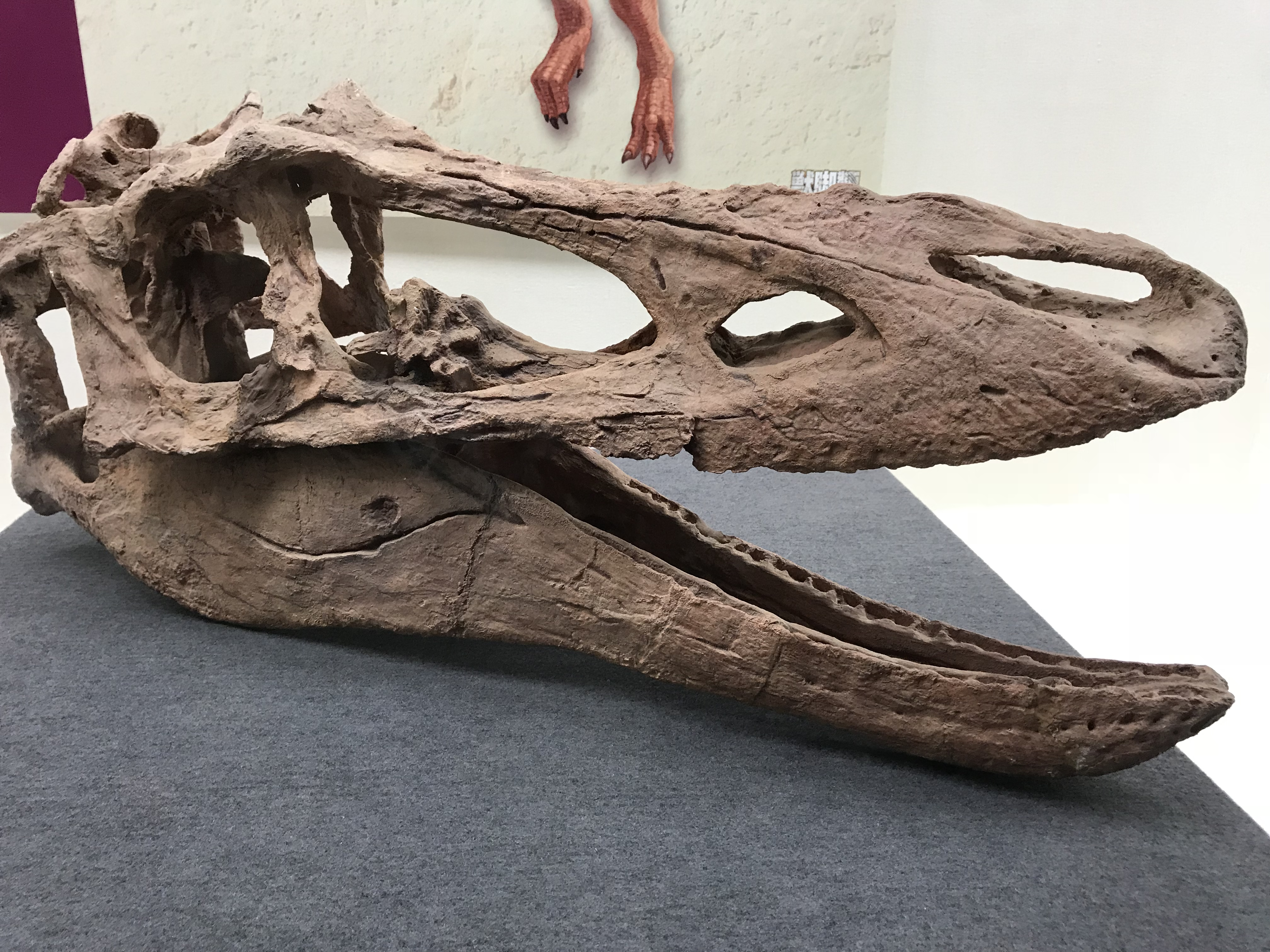
Crânio holótipo do Qianzhousaurus

O espécime holótipo, GM F10004, foi descoberto no sul da China, Ganzhou, na Formação Nanxiong no verão de 2010 durante a construção de um parque industrial e foi descrito pela primeira vez pelos paleontólogos Junchang Lü, Laiping Yi, Stephen L. Brusatte, Ling Yang, Hua Li e Liu Chen na revista Nature Communications em 2014. O gênero é conhecido a partir de um indivíduo subadulto parcial que consiste em um crânio quase completo com a mandíbula sem todos os dentes (perdidos durante a fossilização), 9 vértebras cervicais, 3 vértebras dorsais, 18 vértebras caudais, ambos escapulocoracóides, ilia parcial e o membro posterior esquerdo comprometendo o fêmur, tíbia, fíbula, astrágalo com calcâneo e metatarsos III e IV. O nome genérico, Qianzhousaurus, é uma referência a Qianzhou (o nome mais antigo de Ganzhou), onde os restos mortais foram descobertos, e o nome específico, sinensis, é derivado do grego Σῖναι (sin, sino, sinai) em referência à China. Os restos fósseis foram descobertos por operários em um canteiro de obras perto da cidade de Ganzhou, que os levaram a um museu local.
O autor principal Lü Junchang do Instituto de Geologia da Academia Chinesa de Ciências Geológicas afirmou que "a nova descoberta é muito importante. Junto com Alioramus da Mongólia, ela mostra que os tiranossaurídeos de focinho comprido foram amplamente distribuídos na Ásia. Embora estejamos apenas começando para aprender sobre eles, os tiranossauros de focinho comprido eram aparentemente um dos principais grupos de dinossauros predadores na Ásia." A existência de tiranossauros de focinho comprido foi previamente suspeitada devido a outras descobertas de fósseis inconclusivos que poderiam ser explicados como os juvenis de espécies de focinho curto, mas o coautor Stephen L. Brusatte, da Universidade de Edimburgo, revela que a descoberta "nos diz de forma bastante inequívoca que esses tiranossauros de focinho comprido eram reais. Eles eram uma raça diferente, vivendo bem no final da era dos dinossauros. "

## Descrição

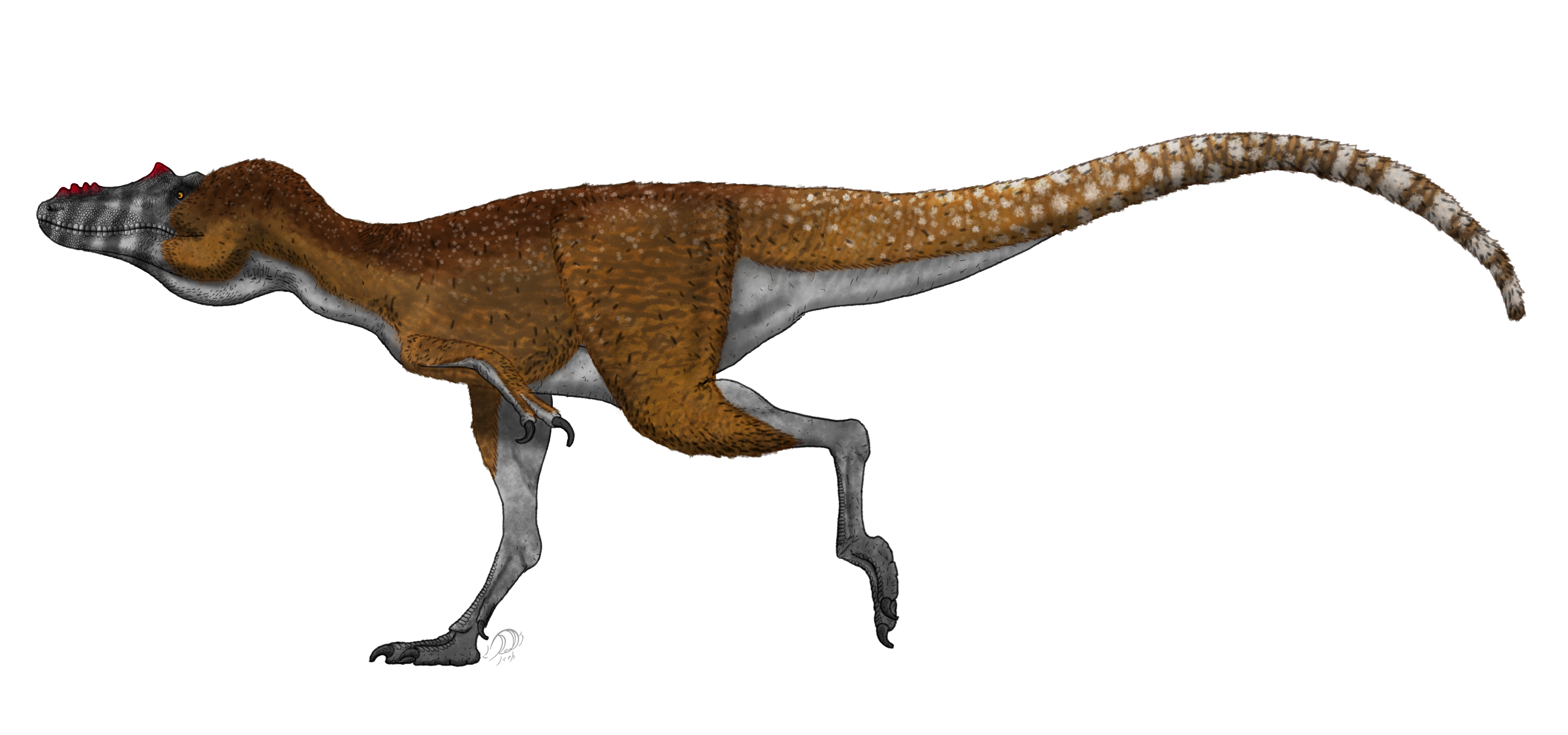
Arte conceitual do animal em vida

Qianzhousaurus era um tiranossauro de tamanho médio estimado em 6,3 metros de comprimento e 757 kg de peso. O táxon pode ser diferenciado de outros tiranossaurídeos por ter um pré-maxilar altamente estreito, uma abertura pneumática na extensão superior da maxila e a falta de uma estrutura semelhante a uma crista vertical na superfície lateral do ílio.
Ao contrário dos tiranossaurídeos mais "tradicionais", que tinham mandíbulas proeminentes e profundas e dentes grossos, o Qianzhousaurus tinha um focinho particularmente alongado, com dentes estreitos (quando restaurados). O espécime do holótipo é notavelmente maior e mais maduro do que os holótipos de ambas as espécies de Alioramus; entretanto, dado que algumas suturas entre as vértebras cervicais e dorsais estão parcialmente fundidas, o holótipo era um animal imaturo, provavelmente um subadulto. Qianzhousaurus era um animal de pernas longas com um fêmur de 70 cm de comprimento e uma tíbia de 76 cm.

## Classificação
A descoberta do Qianzhousaurus levou ao nome de um novo ramo da família dos tiranossauros, consistindo no focinho comprido Q. sinensis e nas duas espécies conhecidas de Alioramus. Este clado, denominado Alioramini, teve uma localização incerta em relação a outros membros do ramo do tiranossauro na análise inicial que o descobriu. A análise filogenética primária revelou que Alioramini está mais próximo do tiranossauro do que do albertossauro e, portanto, é membro do grupo Tyrannosaurinae. No entanto, uma segunda análise no mesmo artigo descobriu que ele estava localizado fora do clado, incluindo Albertosaurinae e Tyrannosaurinae e, portanto, o grupo irmão de Tyrannosauridae. Abaixo está a primeira análise encontrada pelos autores:

Qianzhousaurus (em azul) comparado ao outros do clado Alioramini

|  | Gorgosaurus   |
|  |               |
|  | Albertosaurus |
|  |               |

|  | Qianzhousaurus    |
|  |                   |
|  | Alioramus altai   |
|  |                   |
|  | Alioramus remotus |
|  |                   |

|  | Daspletosaurus                                                |
|  |                                                               |
|  | \| \| Tyrannosaurus \| \| \| \| \| \| Tarbosaurus \| \| \| \| |
|  |                                                               |
|  | Tyrannosaurus                                                 |
|  |                                                               |
|  | Tarbosaurus                                                   |
|  |                                                               |

|  | Tyrannosaurus |
|  |               |
|  | Tarbosaurus   |
|  |               |

|  | Daspletosaurus                                                |
|  |                                                               |
|  | \| \| Tyrannosaurus \| \| \| \| \| \| Tarbosaurus \| \| \| \| |
|  |                                                               |
|  | Tyrannosaurus                                                 |
|  |                                                               |
|  | Tarbosaurus                                                   |
|  |                                                               |

|  | Tyrannosaurus |
|  |               |
|  | Tarbosaurus   |
|  |               |

|  | Qianzhousaurus    |
|  |                   |
|  | Alioramus altai   |
|  |                   |
|  | Alioramus remotus |
|  |                   |

|  | Daspletosaurus                                                |
|  |                                                               |
|  | \| \| Tyrannosaurus \| \| \| \| \| \| Tarbosaurus \| \| \| \| |
|  |                                                               |
|  | Tyrannosaurus                                                 |
|  |                                                               |
|  | Tarbosaurus                                                   |
|  |                                                               |

|  | Tyrannosaurus |
|  |               |
|  | Tarbosaurus   |
|  |               |

|  | Daspletosaurus                                                |
|  |                                                               |
|  | \| \| Tyrannosaurus \| \| \| \| \| \| Tarbosaurus \| \| \| \| |
|  |                                                               |
|  | Tyrannosaurus                                                 |
|  |                                                               |
|  | Tarbosaurus                                                   |
|  |                                                               |

|  | Tyrannosaurus |
|  |               |
|  | Tarbosaurus   |
|  |               |

|  | Gorgosaurus   |
|  |               |
|  | Albertosaurus |
|  |               |

|  | Qianzhousaurus    |
|  |                   |
|  | Alioramus altai   |
|  |                   |
|  | Alioramus remotus |
|  |                   |

|  | Daspletosaurus                                                |
|  |                                                               |
|  | \| \| Tyrannosaurus \| \| \| \| \| \| Tarbosaurus \| \| \| \| |
|  |                                                               |
|  | Tyrannosaurus                                                 |
|  |                                                               |
|  | Tarbosaurus                                                   |
|  |                                                               |

|  | Tyrannosaurus |
|  |               |
|  | Tarbosaurus   |
|  |               |

|  | Daspletosaurus                                                |
|  |                                                               |
|  | \| \| Tyrannosaurus \| \| \| \| \| \| Tarbosaurus \| \| \| \| |
|  |                                                               |
|  | Tyrannosaurus                                                 |
|  |                                                               |
|  | Tarbosaurus                                                   |
|  |                                                               |

|  | Tyrannosaurus |
|  |               |
|  | Tarbosaurus   |
|  |               |

|  | Qianzhousaurus    |
|  |                   |
|  | Alioramus altai   |
|  |                   |
|  | Alioramus remotus |
|  |                   |

|  | Daspletosaurus                                                |
|  |                                                               |
|  | \| \| Tyrannosaurus \| \| \| \| \| \| Tarbosaurus \| \| \| \| |
|  |                                                               |
|  | Tyrannosaurus                                                 |
|  |                                                               |
|  | Tarbosaurus                                                   |
|  |                                                               |

|  | Tyrannosaurus |
|  |               |
|  | Tarbosaurus   |
|  |               |

|  | Daspletosaurus                                                |
|  |                                                               |
|  | \| \| Tyrannosaurus \| \| \| \| \| \| Tarbosaurus \| \| \| \| |
|  |                                                               |
|  | Tyrannosaurus                                                 |
|  |                                                               |
|  | Tarbosaurus                                                   |
|  |                                                               |

|  | Tyrannosaurus |
|  |               |
|  | Tarbosaurus   |
|  |               |